# Zanzenberg

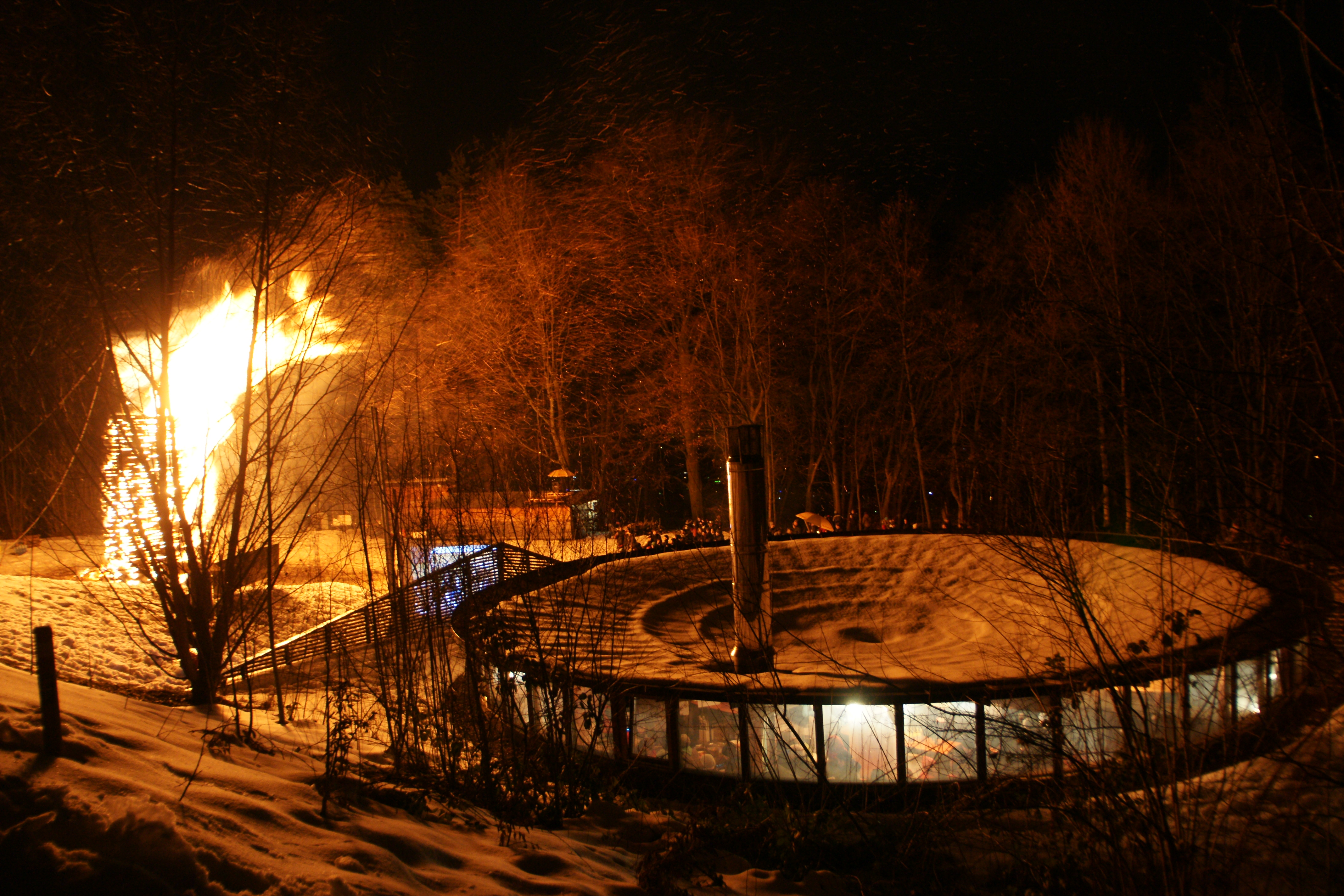
Pfadfinderlagerplatz am Zanzenberg beim Pfadifunken 2010

Der Zanzenberg ist eine Erhebung im Dornbirner Stadtbezirk Oberdorf im österreichischen Bundesland Vorarlberg. Als geologischer Moränenhügel erhebt sich der 583 m ü. A. hohe Zanzenberg nur knapp über das Stadtgebiet von Dornbirn, das sich auf einer Höhe von etwa 440 m ü. A. befindet. Er ist ein beliebtes Ausflugsziel und Naherholungsgebiet für die Dornbirner Bevölkerung mit gut ausgebauten Spazierwegen und großzügigen Freiflächen. Am höchsten Punkt des Zanzenbergs befindet sich mit dem Eurocamp ein Zeltlagerplatz der Pfadfindergruppe Dornbirn.

## Geschichte
Die Etymologie des Namens Zanzenberg ist bis heute nicht geklärt. Fest steht, dass der Name als Bezeichnung eines Weingartens bereits 1431 in einer Hohenemser Urkunde erwähnt wird. Der bekannte Dornbirner Textilindustrielle Viktor Hämmerle ließ im 19. Jahrhundert wahrscheinlich nach Vorbild des Innsbrucker Bergisel einen Park mit Spazierwegen und Aussichtspunkten gestalten, von dem heute nur mehr Reste erhalten sind. Als Vorbild diente ihm dabei die im Jahr 1856 vom Fabrikanten Johann Georg Ulmer errichtete „Gloriette“, ein kleiner Aussichtspavillon am Zanzenberg, der heute noch in Teilen erhalten ist und später von Viktor Hämmerle gekauft wurde. Die grundsätzliche heutige Gestaltung des Zanzenbergs als Naherholungs- und Spaziergebiet geht wohl auf Hämmerles Pläne zurück. 
Die südwestliche Ecke des Zanzenbergs wird als „Albertshöhe“ bezeichnet, da es sich dabei um den liebsten Aufenthaltsort des Dornbirner Ingenieurs Albert Hilbe (1822–1898) gehandelt haben soll. Im Jahr 1997 wurde auf der Kuppe des Zanzenbergs der internationale Pfadfinderlagerplatz Eurocamp der Pfadfindergruppe Dornbirn eingeweiht. Seitdem finden regelmäßig Zeltlager und andere Veranstaltungen der Pfadfindergruppe Dornbirn (etwa das jährliche Abbrennen des Pfadifunkens) am Zanzenberg statt.
Quer durch den Zanzenberg wird seit dem Frühjahr 2018 ein Hochwasser-Entlastungsstollen vom Steinebach in die Dornbirner Ache gebohrt (siehe: Hochwasserschutz und Wildbachverbauungen am Steinebach).

## Biotop
Die Laubwälder am Zanzenberg sind teilweise auf die Umgestaltungen durch Hämmerle als Naturpark zurückzuführen. Auf den steilen Abhängen des Zanzenberges finden sich sehr schöne und weitgehend naturnahe Laubmischwälder, die sich je nach ihrer Exposition stark voneinander unterscheiden. Der nach Süd bis Südwest orientierte Abhang gegen die Vordere Achmühle ist von Stieleichen/Hainbuchenwälder geprägt. In der Zusammensetzung sind diese Bestände den Laubmischwäldern der postglazialen Wärmezeit ähnlich. Sie sind als Relikte schutzwürdig und von wissenschaftlichem Interesse. 
Auf dem nordöstlich exponierten Hang gegen den Steinebach sind vor allem Braunerde-Buchenwälder und ein Waldgeißbart-Ahornwald-Eschenwald ausgebildet. Dieser Bestand wurde im Zuge von Sicherungsmaßnahmen aber vor einigen Jahren stark ausgeholzt. 
Besonderheiten der Pflanzenwelt ist das Vorkommen der gefährdeten Arten Bergulme, Feldahorn, Hainbuche, Sommerlinde, Stechlaub, Voralpen-Spindelbaum, Zweigriffeliger Weißdorn sowie der Arten Aronstab, Feldrose, Großes Zweiblatt, Haselwurz, Hirschzunge, Schwarze Akelei, Spitzahorn und Wald-Geißbart.